# Drakensberg
Los montes Drakensberg (en afrikáans: Drakensberge, 'Montañas del dragón'; en zulú: uKhahlamba, 'Barrera de lanzas erguidas'; en sesoto: Maloti) es una cadena montañosa en la que se encuentran las mayores elevaciones del sur de África, llegando el Thabana Ntlenyana a los 3.482 m de altura.
Se encuentran en el oriente del sur de África, teniendo una longitud de unos 1.000 kilómetros, y una orientación aproximada sudoeste-nordeste, con una curva en el noroeste que forma la frontera noreste de Lesoto con Sudáfrica. De la cordillera surgen, hacia el oeste, el río Orange y el río Vaal, y hacia el este y el sur, varios ríos más pequeños, de los que el Tugela es el mayor. En Sudáfrica la cordillera separa la provincia KwaZulu-Natal de la provincia del Estado Libre, asomando sobre la cercana costa de Natal.
El pico más alto es el Thabana Ntlenyana de 3482 m. Es también el pico más alto de Lesoto. Otros picos notorios son Mafadi de 3450 m (el pico más alto de Sudáfrica), Makoaneng de 3416 m, Njesuthi de 3408 m, Champagne Castle de 3377 m, Giant's Castle de 3315 m y Ben Macdhui de 3001 m. Todos se encuentran en la zona limítrofe con Lesoto; al norte de Lesoto la cordillera gradualmente es más baja y menos escarpada hasta la entrada en Mpumalanga donde las montañas de cuarcita de los Drakensberg del Transvaal son más agrietadas, desafiando tanto a los escaladores como a los excursionistas.
Geológicamente, los Drakensberg son un remanente de la meseta africana original. Las montañas están coronadas por una capa de basalto de hasta 1500 m de espesor, con la piedra arenisca más abajo, resultando una combinación de laderas escarpadas y cimas empinadas. Las cuevas son frecuentes en la piedra arenisca y muchas tienen pinturas rupestres de los bosquimanos.
La nieve solamente cae en invierno, y hay lluvias el resto del año.
Muchos de los picos de los Drakensberg ofrecen desafíos para el alpinismo. Mientras las cumbres principales han sido todas conquistadas, varias cimas menores tienen aún que ser alcanzadas. El excursionismo a pie es también una actividad popular. El recorrido en largas excursiones es a menudo ayudado por los receptores GPS, y por los mapas corrientemente distribuidos por el KZN Fauna (KwaZulu-Natal Wildlife) que usa Cape Datum como referencia geodésica.
El turismo en los Drakensberg está en desarrollo, con una variedad de hoteles y centros turísticos que surgen en las cuestas. La mayoría de las partes más altas de la cordillera sudafricana han sido designadas como áreas silvestres o cotos de caza. El uKhahlamba o Parque Nacional Drakensberg, localizado en KwaZulu-Natal cerca de la frontera con Lesoto, fue puesto por la Unesco en 2000 en la lista como sitio de Patrimonio de la Humanidad, abarca un área de 242 813 ha. El parque está también en la Lista de Pantanos de Importancia Internacional (conforme a la Convención Ramsar).
El parque nacional más conocido en los Drakensberg es el parque nacional Natal Real. Este parque posee la fuente del río Tugela e incluye el salto del Tugela de 947 m de alto, la segunda cascada más alta en la tierra. Pero son los Drakensberg centrales los que ofrecen a los turistas el mejor acceso para el arte rupestre bosquimano en Kamberg y la variedad más grande de sendas de excursión.
Antes las personas natales del lugar lo usaban como centro para sus rituales.

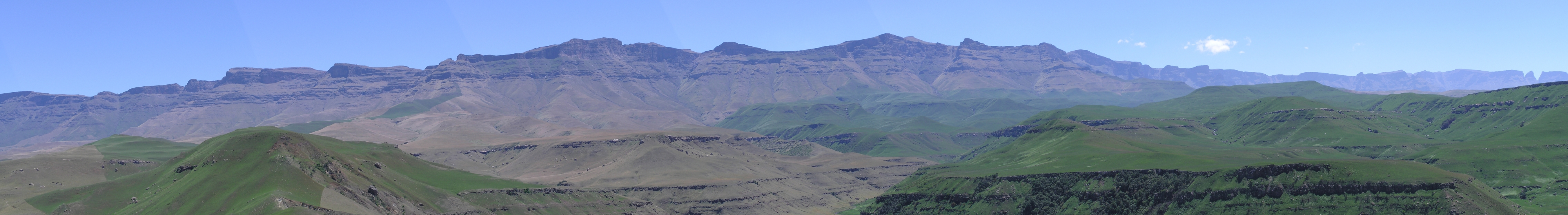
Panorama desde el Castillo Gigante.

## Orígenes geológicos

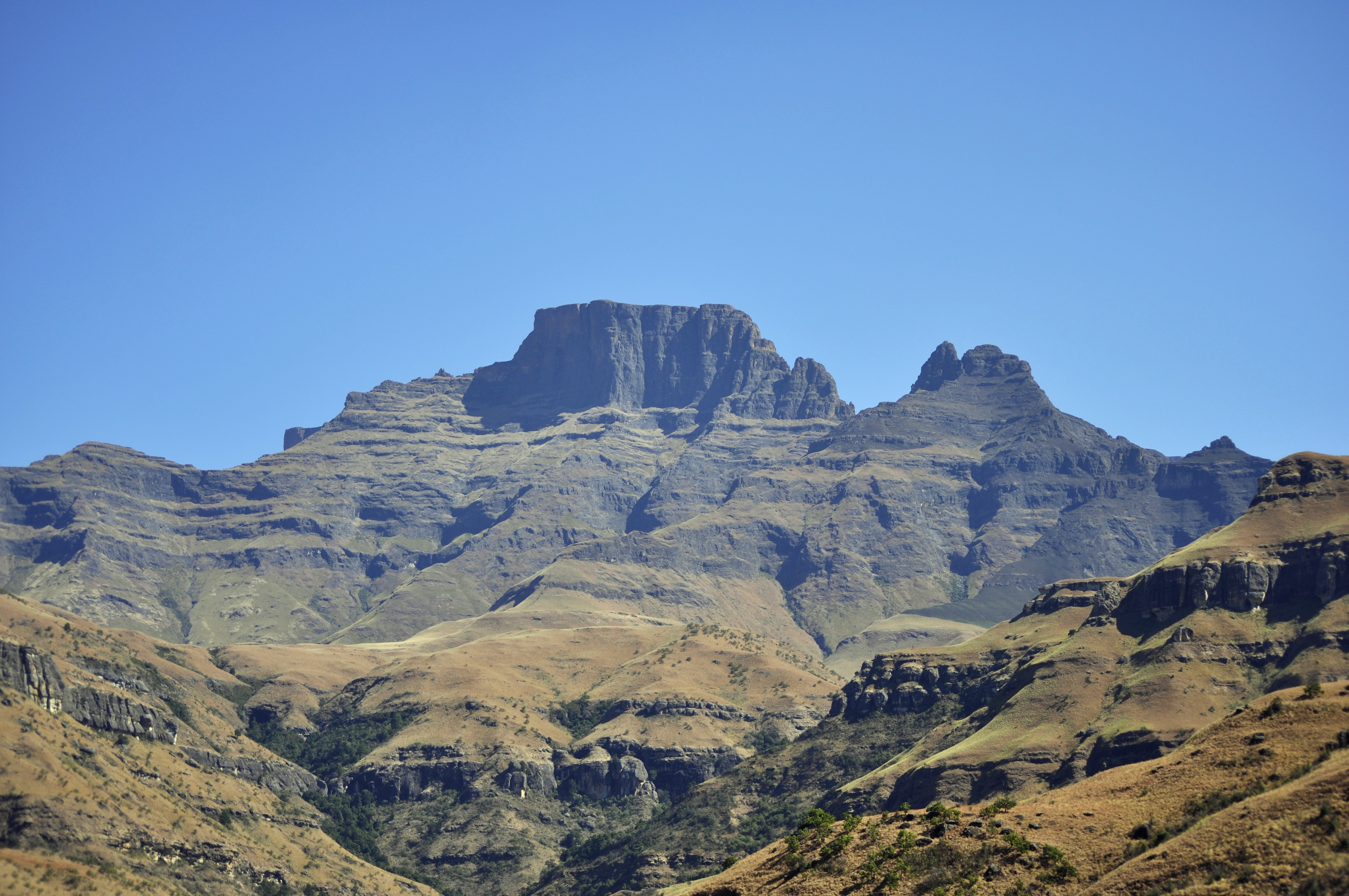
Vista panorámica de las Monk's Cowl.

El Gran Escarpe se compone de empinadas paredes de valle de rift formadas alrededor de un abultamiento de la corteza continental durante la ruptura del sur de Gondwana que desde entonces se han erosionado hacia el interior desde sus posiciones originales cerca de la costa del sur de África, y toda su porción oriental (véase el mapa adjunto) constituye el Drakensberg. Los Drakensberg terminan en el norte, cerca de Tzaneen, aproximadamente en el paralelo 22° S. La ausencia del Gran Escarpe durante aproximadamente 450 km (279,6 mi) al norte de Tzaneen (para reaparecer en la frontera entre Zimbabue y Mozambique en las montañas Chimanimani) se debe a una rama occidental fallida de la grieta principal que hizo que la Antártida comenzara a alejarse del sur de África durante la ruptura de Gondwana hace unos 150 millones de años. El bajo río Limpopo y el río Save desembocan en el océano Índico a través de lo que queda de este incipiente valle de la grieta, que ahora forma parte del Veld sudafricano.
Durante los últimos 20 millones de años, el sur de África ha experimentado un levantamiento masivo, especialmente en el este, con el resultado de que la mayor parte de la meseta se encuentra por encima de 1000 m (1093,6 yd) a pesar de la extensa erosión. La meseta está inclinada de tal manera que es más alta en el este y se inclina suavemente hacia el oeste y el sur. Normalmente, la elevación del borde de los escarpes orientales supera los 2000 m (6561,7 pies). Alcanza su punto más alto de más de 3000 m (9842,5 pies) donde la escarpa forma parte de la frontera internacional entre Lesoto y la provincia sudafricana de KwaZulu-Natal.

## Ecología

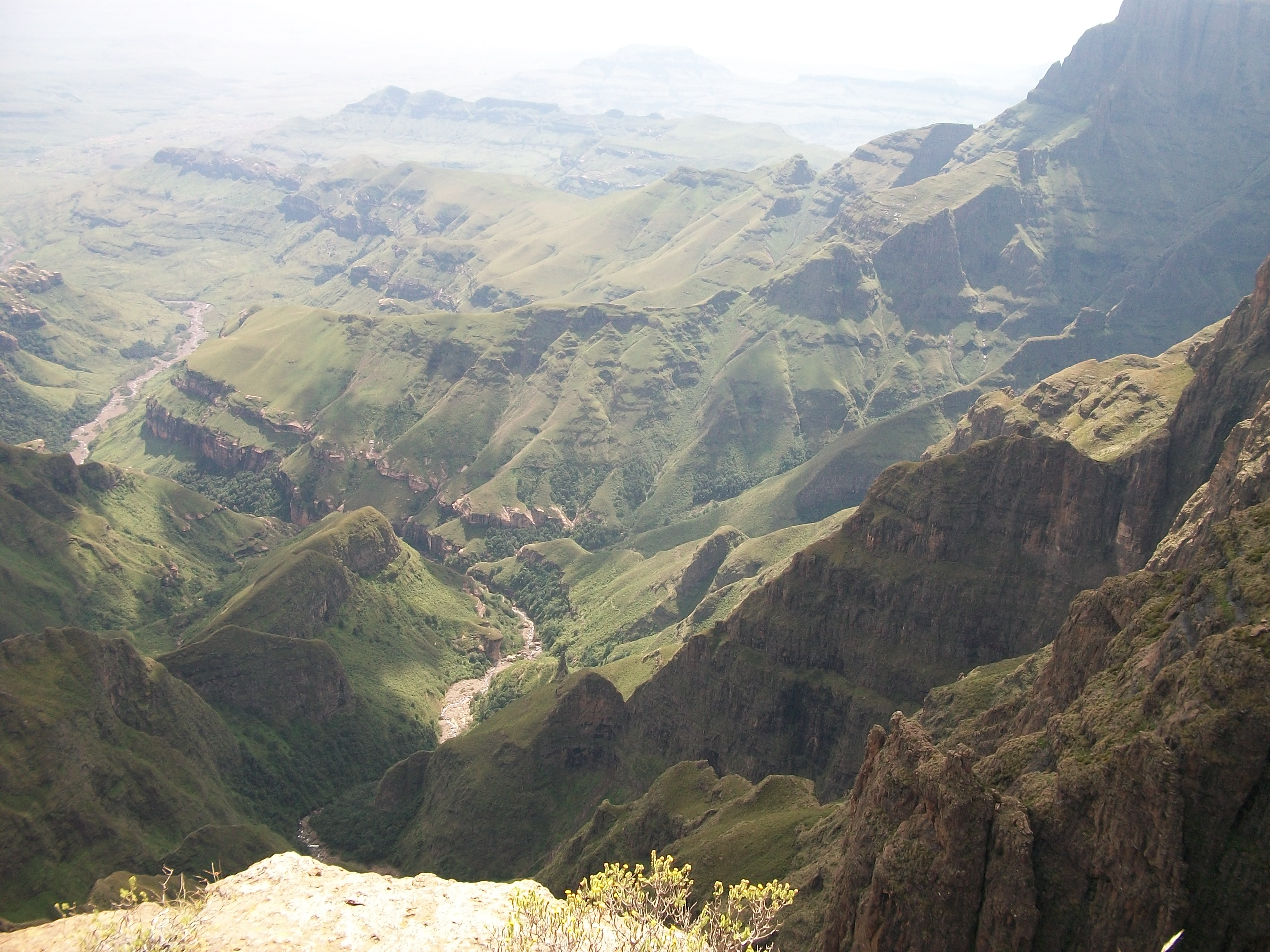
Vecindario de las cataratas Tugela - el río Tugela en el valle

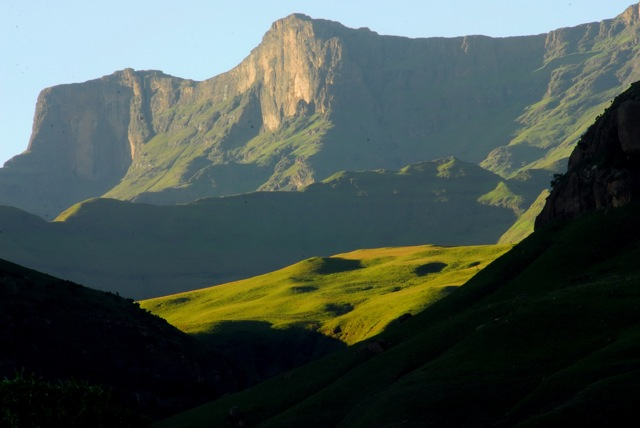
Little Saddle

Las altas cumbres sin árboles de Drakensberg (desde 2500 m hacia arriba) han sido descritas por el Fondo Mundial para la Naturaleza como la ecorregión de pastizales y bosques alti-montanos del Drakensberg. Estas escarpadas laderas son las montañas más meridionales de África y, al estar más alejadas del ecuador, proporcionan hábitats más frescos a menor altura que la mayoría de las cordilleras del continente. La elevada pluviosidad genera muchos arroyos y ríos de montaña, entre ellos las fuentes del río Orange, el más largo del sur de África, y el río Tugela. En estas montañas también se encuentra la segunda catarata más alta del mundo, el Salto del Tugela, que tiene una caída total de 947 m. Los ríos que fluyen desde el Drakensberg son un recurso esencial para la economía sudafricana, ya que proporcionan agua a las provincias industriales de Mpumalanga y Gauteng, donde se encuentra la ciudad de Johannesburgo. El clima es húmedo y fresco en las zonas altas, que experimentan nevadas en invierno.
Las laderas herbáceas más bajas (desde 1800 a 2500 m (1968,5 a 2734,0 yd)) del Drakensberg en Esuatini, Sudáfrica y Lesoto constituyen la ecorregión de los pastizales, bosques y selvas montanos del Drakensberg.

### Flora

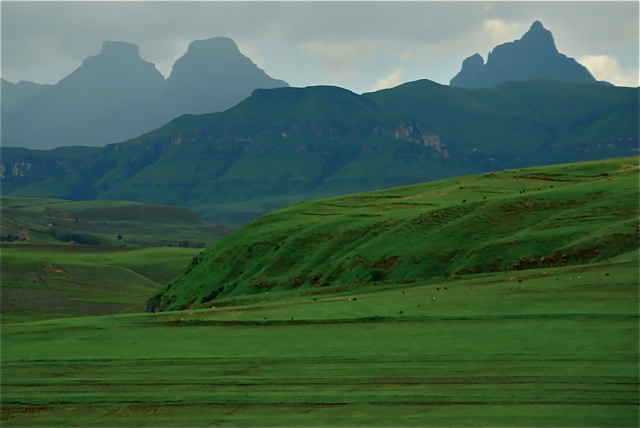
Cathedral Valley

Las montañas son ricas en vida vegetal, incluyendo un gran número de especies incluidas en el Libro Rojo de Datos de plantas amenazadas, con 119 especies catalogadas como en peligro de extinción a nivel mundial y "de las 2 153 especies de plantas en el parque, un notable 98 son endémicas o casi endémicas".
La flora de los pastizales alti-montanos se compone principalmente de pastizal tussock, plantas rastreras y pequeños arbustos como ericas. Entre ellas se encuentra la rara Aloe espiral (Aloe polyphylla), que, como su nombre indica, tiene hojas en forma de espiral.
Mientras tanto, las "laderas inferiores" son principalmente pastizales, pero también albergan coníferas, que son raras en África; la especie de conífera que se encuentra en el Drakensberg es el Podocarpus. Los pastizales son interesantes porque contienen un gran número de plantas endémicas. Las hierbas que se encuentran aquí incluyen la hierba de avena Monocymbium ceresiiforme, Diheteropogon filifolius, Sporobolus centrifugus, la hierba oruga (Harpochloa falx), Cymbopogon dieterlenii, y Eulalia villosa.
En la parte más alta del Drakensberg, la composición de la flora es independiente del aspecto de la ladera (dirección) y varía en función de la dureza de la roca clastos. Esta dureza está relacionada con la meteorización y es variable incluso dentro de un mismo relieve.

### Fauna
La zona de Drakensberg es "el hogar de 299 especies de aves registradas"' que constituyen "el 37% de todas las especies de aves no marinas en el sur de África". Hay 24 especies de serpientes en el Drakensberg, dos de las cuales son altamente venenosas.

#### Fauna de las altas cumbres
Un ave es endémica de las altas cumbres, el bisbita montano (Anthus hoeschi), y otras seis especies se encuentran principalmente aquí: gorrinegro de matorral (Lioptilus nigricapillus), tarabilla sudafricana (Oenanthe bifasciata), alondra de Rudd (Heteromirafra ruddi), Salto de roca de Drakensberg (Chaetops aurantius), bisbita de pecho amarillo (Anthus chloris), y Lúgano de Drakensberg (Serinus symonsi). El buitre del Cabo y el cernícalo primilla, en peligro de extinción, son dos de las aves de presa que cazan en las montañas. Entre los mamíferos se encuentran el klipspringer (Oreotragus oreotragus), el eland (Taurotragus oryx), y el reedbuck de montaña (Redunca fulvorufula). Otras especies endémicas son tres ranas que se encuentran en los arroyos de montaña, la rana de río Drakensberg (Amietia dracomontana), la rana de río Phofung (Amietia vertebralis), y la rana de río Maluti (Amietia umbraculata). En los numerosos ríos y arroyos se encuentran peces, entre ellos la aleta roja de Maluti (Pseudobarbus quathlambae) que se creía extinguida antes de ser encontrada en el río Senqunyane en Lesoto.

#### Fauna de las laderas inferiores

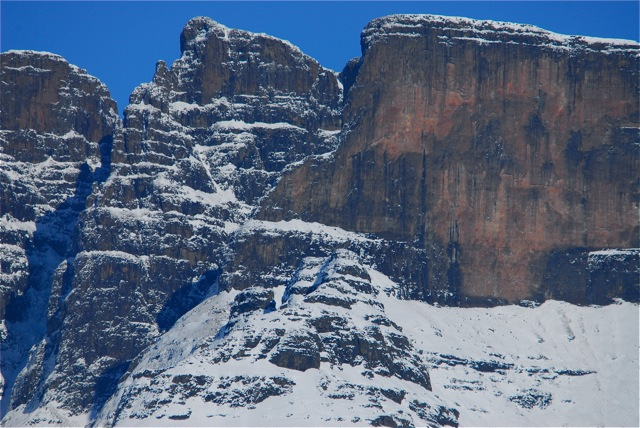
Acantilados de Drakensberg.

Las laderas inferiores del Drakensberg albergan gran cantidad de fauna, quizás la más importante el raro rinoceronte blanco del sur (que se nutrió aquí cuando se enfrentaba a la extinción) y el ñu negro (Connochaetes gnou, que a partir del 2011 solo prospera en zonas protegidas y reservas de caza). La zona alberga grandes manadas de fauna de pastoreo y antílopes como el landia (Taurotragus oryx), el reedbuck (Redunca arundinum), pato de monte (Redunca fulvorufula), ñandú gris (Pelea capreolus), e incluso algunos oribi (Ourebia ourebi). También están presentes los babuinos chacma. Las especies endémicas incluyen un gran número de camaleones y otros reptiles. Hay una rana endémica, la rana de lluvia del bosque (Breviceps sylvestris), y cuatro especies más que se encuentran principalmente en estas montañas; la rana arbórea de dedos largos (Leptopelis xenodactylus), la rana pluvial de llanto (Breviceps maculatus), la rana pluvial rugosa (Breviceps verrucosus), y el caco de Poynton (Cacosternum poyntoni).

### Conservación

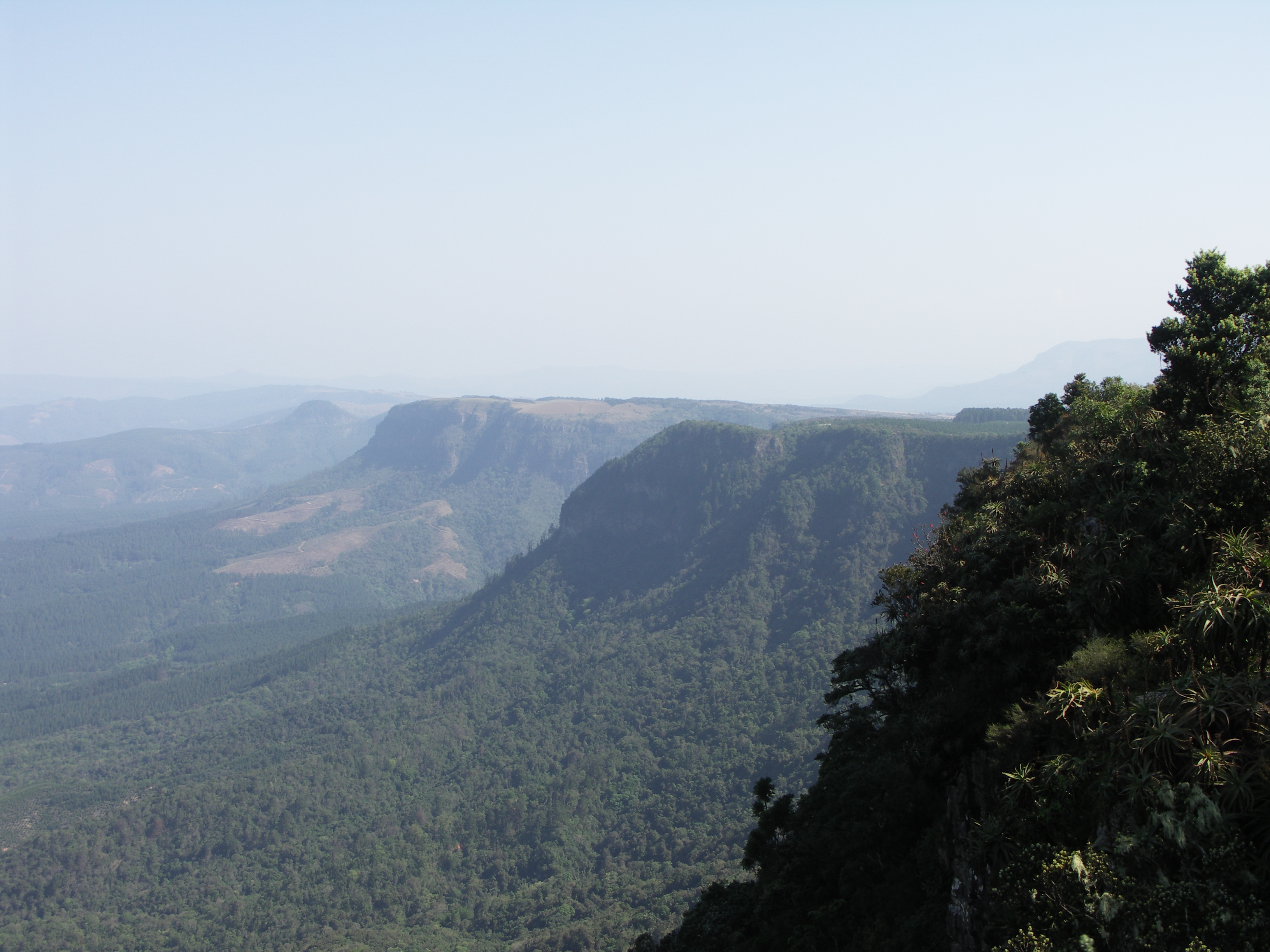
Una vista de la porción Mpumalanga Drakensberg del Great Escarpment, desde God's Window, cerca de Graskop, mirando hacia el sur. La dura capa resistente a la erosión que forma el borde superior de la escarpa aquí consiste en cuarcita plana perteneciente a la formación Black Reef, que también forma las montañas Magaliesberg cerca de Pretoria.

Las laderas altas son de difícil acceso, por lo que el medio ambiente está bastante poco dañado. Sin embargo, el turismo en el Drakensberg se está desarrollando, con una variedad de rutas de senderismo, hoteles y complejos turísticos que aparecen en las laderas. Gran parte de las zonas altas de la cordillera sudafricana han sido designadas como reserva de caza o área silvestre. El 7% de la ecorregión de pastizales y bosques alti-montanos de Drakensberg se encuentra en áreas protegidas. Entre ellas se encuentran el Parque Nacional de las Tierras Altas de Golden Gate, el Parque Nacional de Sehlabathebe, el Parque Nacional de Tsehlanyane, la Reserva Natural de Malekgalonyane, la Reserva de Caza del Castillo de los Gigantes, la Reserva Natural de Loteni, el Parque Nacional de Natal, la Reserva Natural de Vergelegen, la Reserva Natural de Beaumont y la Reserva Natural de las Tierras Altas de Lammergeier.
De ellos, el Parque de Drakensberg uKhahlamba fue incluido por la UNESCO en el año 2000 en la lista del Patrimonio de la Humanidad. El parque también figura en la Lista de Humedales de Importancia Internacional (en el marco del Convenio de Ramsar). El Parque Nacional Real de Natal, que contiene algunos de los picos más altos, forma parte de este gran complejo de parques. Junto al Sitio del Patrimonio Mundial de Ukhahlamba Drakensberg se encuentra la Reserva de Montaña de Allendale, de 1.900 hectáreas, que es la mayor reserva privada contigua al Sitio del Patrimonio Mundial y se encuentra en la accesible zona de Kamberg, el corazón de la histórica región de pintura de los bosquimanos de Ukhahlamba.
Sin embargo, los pastizales de las "laderas inferiores" se han visto muy afectados por la agricultura, especialmente por el sobrepastoreo. Casi todos los pastizales y bosques originales han desaparecido y es necesaria una mayor protección, aunque la reserva Giant's Castle es un refugio para el eland y también es un lugar de cría para el quebrantahuesos. El 5,81% de la ecorregión de pastizales, bosques y selvas de Drakensberg se encuentra en zonas protegidas. Entre ellas se encuentran el Parque Nacional Kruger, el Parque Nacional Mountain Zebra, el Parque Nacional Golden Gate Highlands, el Parque Nacional Camdeboo, el Parque Nacional Sehlabathebe y el Parque Nacional Tsehlanyane.
El Área de Conservación Transfronteriza Maloti-Drakensberg se estableció para preservar algunas de las zonas de alta montaña de la cordillera.